# South Dakota National Guard

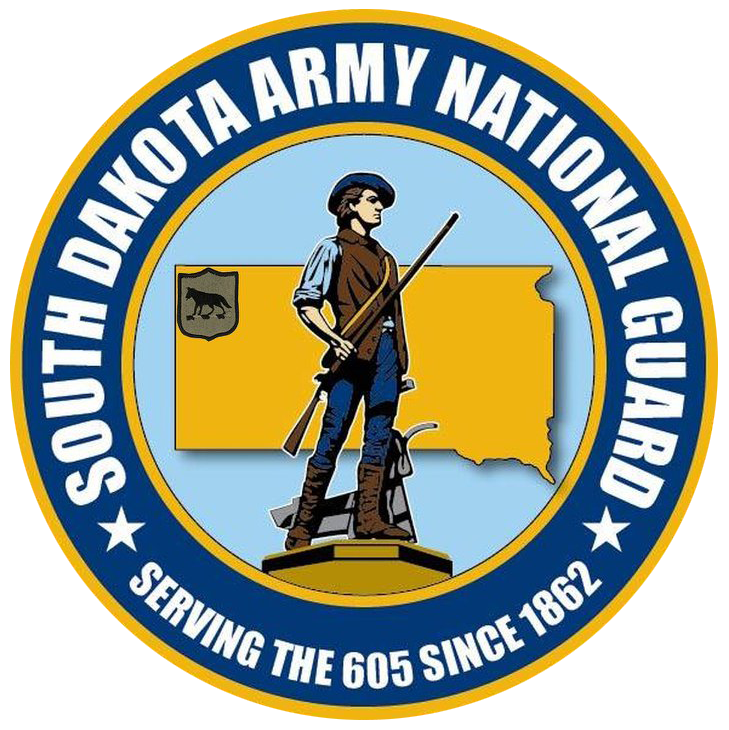
Logo der South Dakota Army National Guard

Die South Dakota National Guard (SDNG) des South Dakota Department of Military & Veterans Affairs des US-Bundesstaates South Dakota ist Teil der im Jahr 1903 aufgestellten Nationalgarde der Vereinigten Staaten (akronymisiert USNG) und somit auch Teil der zweiten Ebene der militärischen Reserve der Streitkräfte der Vereinigten Staaten.

## Organisation
Die Mitglieder der Nationalgarde sind freiwillig Dienst leistende Milizsoldaten, die dem Gouverneur von South Dakota (aktuell Kristi Noem) unterstehen. Bei Einsätzen auf Bundesebene ist der Präsident der Vereinigten Staaten Commander-in-Chief. Adjutant General of South Dakota ist Major General Jeffrey P. Marlette. Die Nationalgardeeinheiten des Staates werden auf Bundesebene vom National Guard Bureau (Arlington, VA) unter General Steven Nordhaus koordiniert.
Der Hauptsitz der South Dakota National Guard befindet sich in Rapid City. Die South Dakota National Guard besteht aus den beiden Teilstreitkraftgattungen des Heeres und der Luftstreitkräfte, namentlich der Army National Guard und der Air National Guard. Die South Dakota Army National Guard hatte 2017 eine Stärke von 3000 Personen, die South Dakota Air National Guard eine von 1042, was eine Personalstärke von gesamt 4042 ergibt.

## Geschichte
Die South Dakota National Guard wurde 1862 als Milizverband des damaligen Dakota Territory gegründet. Dieses wurde am 2. November 1889 in die beiden Staaten North Dakota und South Dakota aufgeteilt. Die Nationalgarden der Bundesstaaten sind seit 1903 bundesgesetzlich und institutionell eng mit der regulären Armee und Luftwaffe verbunden, so dass (unter bestimmten Umständen mit Einverständnis des Kongresses) die Bundesebene auf sie zurückgreifen kann. South Dakota unterhält zurzeit keine Staatsgarde. Die South Dakota State Guard war aber von 1917 bis 1918, 1940 bis 1942, 1944 bis 1946, 1946 bis 1948 und von 1954 bis 1956 aktiv.

## Wichtige Einheiten und Kommandos
- Joint Forces Headquarters in Rapid City

### Army National Guard
- 196th Maneuver Enhancement Brigade[3]
  - 109th Engineer Battalion
  - 153d Engineer Battalion
  - 1st Battalion, 147th Field Artillery Regiment (MLRS)[4]
    - Battery A
    - Battery B
    - Forward Support Company

  - 139th Brigade Support Battalion
- 109th Regional Support Group
- 152d Combat Sustainment Support Battalion[5]
  - 665th Maintenance Company (Surface)
  - 730th Medical Company (Area Support)
  - 740th Transportation Company
  - 1742d Transportation Company
- 881st Troop Command[6]
  - 235th Military Police Company
  - 147th Army Band
  - Detachment 1, Company B, 1st Battalion, 112th Aviation Regiment
  - Company C, 1st Battalion, 189th Aviation Regiment
  - Detachment 2, Company D, 1st Battalion, 189th Aviation Regiment
  - Detachment 2, Company E, 1st Battalion, 189th Aviation Regiment
  - Detachment 5, Company C, 2d Battalion, 641st Aviation Regiment
  - Detachment 1, Company B, 935th Aviation Support Battalion (wird mit der Combat Aviation Brigade, 35th Infantry Division mobilisiert)
  - Detachment 48, Operational Support Airlift Command
  - 129th Mobile Public Affairs Detachment
- 196th Regiment (Regional Training Institute)

### South Dakota Air National Guard
- 114th Fighter Wing auf der Joe Foss Field Air National Guard Station in Sioux Falls